# Grotte de Laang Spean
Laang Spean (/lə.ˈæŋ spje.ən/ ; khmer : ល្អាងស្ពាន, L’ang Spéan [lʔaːŋ Spiən], littéralement « Grotte des Ponts ») est une grotte préhistorique située au sommet d'une colline calcaire, Phnom Teak Treang, dans la province de Battambang dans le nord-ouest du Cambodge. Le nom du lieu fait allusion aux nombreuses arches en calcaire qui ont subsisté après l'effondrement partiel de la voûte de la grotte. A ce jour, les fouilles ont d'ores et déjà révélé au moins trois niveaux distincts d’occupation humaine ancienne. Dans les couches les plus profondes du site, à environ cinq mètres sous terre, des outils primitifs en pierre écaillée ont été mis au jour, datant d'environ 71 000 ans avant le présent,,. Les couches supérieures contiennent des traces du Hoabinhien (11 000 à 5 000 ans avant le présent) dont le contexte stratigraphique et chronologique reste à définir. De futures fouilles à pourraient fournir de nouvelles données sur la transition entre le Pléistocène et l'Holocène dans la région.

## Documentation
Roland Mourer et Cécile Mourer-Chauviré, travaillant pour l'université royale de Phnom Penh, ont effectué les premières fouilles de 1965 à 1969, qui ont mis au jour des traces d'une occupation humaine remontant à 6 240 ans avant le présent. Dans une couche plus profonde, ils ont trouvé des artefacts et des outils qui « présentaient des similitudes avec des sites dits hoabinhiens découverts en Asie du Sud-Est, suggérant la possibilité d'un socle culturel commun pour un groupe d'humains s'étendant de la Birmanie au Vietnam ». Trente ans de guerre et dix ans de déminage ont empêché de nouvelles fouilles.
Les lieux de sépulture néolithiques de quatre hommes et d'une femme datant de 3 700 à 3 300 avant le présent ont été trouvés dans l’une des couches supérieures. Le fait que certaines tombes soient richement ornées de bijoux en pierre et d'autres non suggère une stratification sociale émergente au sein de la population et fournit aux chercheurs « un repère chronologique et culturel original pour l'Asie du Sud-Est, au début de l'âge du métal ».
Le niveau hoabinhien contient des outils en galets fendus et d'abondants restes fauniques datant entre 11 000 et 5 000 ans avant le présent. L'équipe a découvert « une grosse pierre présentant ce qui semble être des gravures en forme de flèche, teintes avec une couleur redocher… Cela pourrait être le premier cas d'art au Cambodge » [sic].
L'équipe a découvert des outils en pierre rudimentaires, éclats de chert et noyaux polyédriques multiplateformes, dans les niveaux paléolithiques les plus profonds remontant à 71 000 ans avant le présent,.